# Inquisition
Inquisition — американская (ранее — колумбийская) трэш/блэк-метал команда, образованная в 1988 году в городе Кали. Изначально группа называлась Guillotina и начинали они с ортодоксального трэша. Основатель и постоянный участник — Dagon (гитара, вокал, написание музыки и текстов). В апреле 1996 года Dagon перебрался в Сиэтл (США) и нашёл там барабанщика Incubus. Этот состав остаётся неизменным на протяжении более 15 лет.

## Концерты вРоссии
Inquisition дважды приезжали в Россию. 29 декабря 2007 года они посетили Москву и отыграли концерт в клубе Plan B, а на следующий день уже в Твери в клубе «От заката до рассвета». Спустя четыре года 7 октября 2011 года группа с концертом вновь приезжает в Москву и играет опять в клубе Plan B.

## Состав

### Нынешние участники
- Dagon — вокал, гитара, бас-гитара (1988 - н.в.)
- Incubus — ударные (1996 - н.в.)

### Бывшие участники
- Carlos Arcila — флейта, клавишные (1996)
- Debandt — бас-гитара (1998)
- Cesar Santa — бас-гитара (1989)
- John Santa — ударные (1988-1994)
- Endhir Xo Kpurtos — ударные (1996)

## Дискография

### Полноформатные альбомы
- 1998 — Into the Infernal Regions of the Ancient Cult
- 2002 — Invoking the Majestic Throne of Satan
- 2004 — Magnificent Glorification of Lucifer
- 2007 — Nefarious Dismal Orations
- 2010 — Ominous Doctrines of the Perpetual Mystical Macrocosm
- 2013 — Obscure Verses for the Multiverse
- 2016 — Bloodshed across the Empyrean Altar beyond the Celestial Zenith
- 2020 — Black Mass for a Mass Grave
- 2024 — Veneration of Medieval Mysticism and Cosmological Violence

### EP
- 1990 — Anxious Death
- 1996 — Incense of Rest
- 2004 — Unholy Inquisition Rites

### Прочее
- 1993 — Forever Under (демо)
- 1996 — Summoning the Black Dimensions in the Farallones / Nema (сплит с Profane Creation)
- 2004 — Anxious Death/Forever Under (сборник)
- 2018 — Demonic Ritual in Unholy Blackness (live)

### Видеоклипы
- 2017 — «From Chaos They Came»
- 2020 — «Luciferian Rays»